# Ectropoceros isoplaca
Ectropoceros isoplaca är en fjärilsart som beskrevs av Edward Meyrick 1911. Ectropoceros isoplaca ingår i släktet Ectropoceros och familjen äkta malar.
Artens utbredningsområde är Sri Lanka. Inga underarter finns listade i Catalogue of Life.